# Jakub Zedníček
Jakub Zedníček (13. června 1990 Brno – 1. ledna 2018 Brno) byl český herec a moderátor.

## Životopis
Od 9 let se věnoval stepování. Ve stepových soutěžích byl dvakrát první na Mistrovství ČR a sedmé místo obsadil na World Championship Tap Dance 2002. Na brněnské konzervatoři studoval obor hudebně-dramatický. Za dob studia sbíral zkušenosti například v Národním divadle Brno. Od roku 2011 byl v angažmá v Městském divadle Brno. Zde zúročil své vzdělání a pohybové i pěvecké schopnosti v řadě menších rolí v muzikálech Mary Poppins, Chicago, Kráska a zvíře, Jekyll & Hyde a Papežka. Spolupracoval s Lukášem Hejlíkem na projektu Listování. Proslavil se v televizním pořadu Kurňa, co to je?, který moderoval se svým strýcem Pavlem Zedníčkem.
Zemřel tragicky 1. ledna 2018 asi půl hodiny po silvestrovské půlnoci při autonehodě na 192. kilometru dálnice D1. Jeho automobil narazil do středových svodidel. Po vystoupení z auta středová svodidla přelezl a v protisměru ho srazila dodávka.
Se svou partnerkou Lenkou Janíkovou počal dceru Mayu (* 2017).

## Filmografie

### Film
- 2012 DonT Stop
- 2014 Divá Bára (divadelní záznam)

### Televize
- 2006 Škola Na Výsluní (TV seriál)
- 2013 Kurňa, co to je? (TV pořad)
- 2014 Škoda lásky (TV seriál)
- 2015 Labyrint (TV seriál)
- 2016 Soudní síň (TV seriál)